# اريك فيرنر
اريك فيرنر (بالإنجليزية: Eric Werner)‏ هو لاعب هوكي الجليد أمريكي، ولد في 26 يناير 1983 في غروس بوينت وودز في الولايات المتحدة.

## وصلات خارجية
- اريك فيرنر على موقع دوري الهوكي الوطني (الإنجليزية)
- اريك فيرنر على موقع EliteProspects.com (الإنجليزية)
- اريك فيرنر على موقع Eurohockey.com (الإنجليزية)
- اريك فيرنر على موقع HockeyDB.com (الإنجليزية)